# Max Heinzer
Max Heinzer (* 7. August 1987 in Luzern) ist ein Schweizer Sportfechter. Er wohnt in Immensee und ist Mitglied der Fechtgesellschaft Basel und der Nationalmannschaft. Mit dem Fechten hat er im Fechtclub von Küssnacht angefangen. Er ficht seit dem Alter von 8 Jahren.

## Fechtkarriere
Seine fechterische Laufbahn begann Max Heinzer als Florettfechter, bevor ihm Gabriel Nigon, der Leistungssportchef im Schweizerischen Fechtverband, den Wechsel zum Degen nahelegte. Ab 2008 wurde er von Gianni Muzio und Angelo Mazzoni (Nationaltrainer) sowie von Manfred Beckmann (FG Basel) trainiert. Am 7. Februar 2010 erzielte er in Lissabon den ersten Schweizer Weltcupsieg im Degenfechten unter Cheftrainer Mazzoni. Seither sind neun weitere Weltcupsiege im Einzel hinzugekommen. Auf der FIE-Weltrangliste Senioren Degen rangiert er aktuell an sechster Stelle (Stand: August 2018).
Bei den Olympischen Spielen 2012 scheiterte Heinzer im Degeneinzel nach dem Auftaktsieg gegen Paris Inostroza im Achtelfinal am späteren Olympiasieger Rubén Limardo. Im Februar 2013 übernahm er nach dem Weltcup-Sieg in Legnano erstmals die Führung in der Weltrangliste, die er 2013 während insgesamt elf Wochen innehatte. Der erste Rang am Grand Prix de Berne 2013 war bereits sein dritter Sieg an diesem Weltcupturnier hintereinander. An den Europameisterschaften in Zagreb gewann er Gold im Teamwettkampf. An den Weltmeisterschaften in Budapest blieb er als Favorit im Einzel und im Team dagegen wegen Fussproblemen hinter den Erwartungen zurück.
2014 wurde Angelo Mazzoni im Trainerstab durch den Franzosen Hervé Faget abgelöst. Beim Peter Bakonyi World Cup 2015 in Vancouver wuchs Heinzer über sich hinaus und holte als Schlussfechter im Final vom Stand 29:37 zum Endstand 45:41 auf und sicherte damit der Schweizer Mannschaft den ersten Rang.
Bei den Olympischen Sommerspielen 2016 in Rio de Janeiro erreichte Heinzer den Viertelfinal, wo er sich dem späteren Olympiasieger Park Sang-young mit 4:15 geschlagen geben musste. 2018 gewann er bei den Weltmeisterschaften in Wuxi mit der Mannschaft die Goldmedaille, im Jahr darauf sicherte er sich mit der Mannschaft in Budapest Bronze.
Während der Eröffnungsfeier der Olympischen Sommerspiele 2020 war er, gemeinsam mit der Leichtathletin Mujinga Kambundji, der Fahnenträger seiner Nation. 2022 gewann er bei den Europameisterschaften in Antalya im Einzel die Bronzemedaille.

## Persönliches
2007 begann Max Heinzer an der Universität Basel Sportwissenschaften zu studieren. Das Studium schloss er 2010 mit dem Bachelor ab, um sich dann professionell auf die Fechtkarriere zu konzentrieren. Daneben ist er als Spitzensportler-Zeitmilitär bei der Schweizer Armee und in einem Teilzeitpensum für die Fritz-Gerber-Stiftung für begabte junge Menschen tätig. Als Freizeitbeschäftigung betreibt er das Fischen in seiner Heimatregion.

## Erfolge
- Weltmeisterschaften

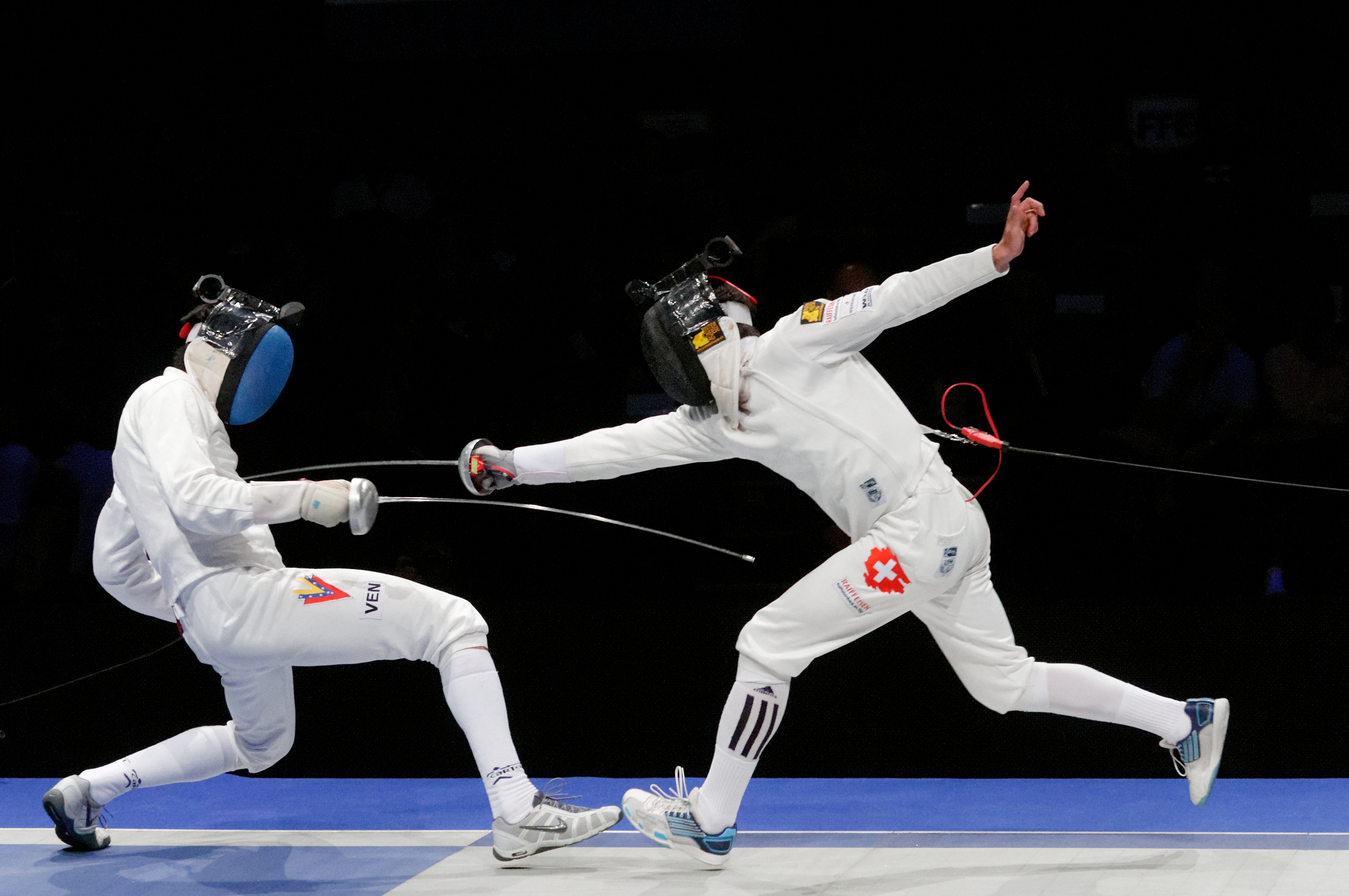
Max Heinzer in einem Gefecht gegen Silvio Fernández bei den Masters à l’épée 2012

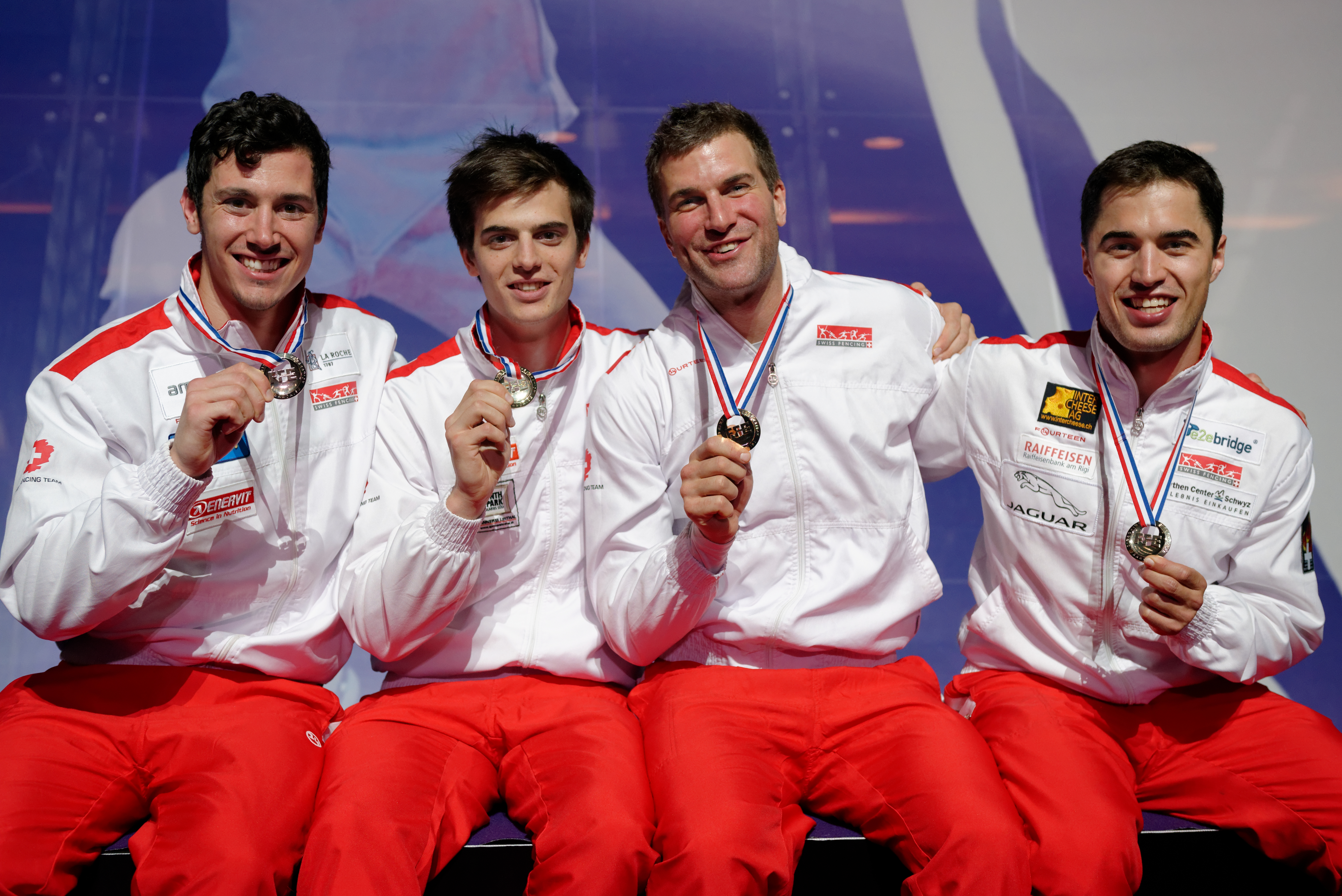
Schweizer Degennationalmannschaft 2014: Fabian Kauter, Michele Niggeler, Benjamin Steffen und Max Heinzer

  - Junioren-WM Belek 2007: 2. Rang Team
  - Senioren-WM Catania 2011: 3. Rang Team
  - Senioren-WM Kasan 2014: 3. Rang Team
  - Senioren-WM Moskau 2015: 3. Rang Team
  - Senioren-WM Leipzig 2017: 2. Rang Team
  - Senioren-WM Wuxi 2018: 1. Rang Team

- Universiade
  - Universiade Bangkok 2007: 3. Rang Team
  - Universiade Belgrad 2009: 1. Rang Team
  - Universiade Kasan 2013: 3. Rang Einzel, 4. Rang Team

- Europameisterschaften
  - Junioren-EM Tapolca 2005: 3. Rang Team
  - Junioren-EM Posen 2006: 1. Rang Team
  - Senioren-EM Plowdiw 2009: 2. Rang Team
  - Senioren-EM Leipzig 2010: 4. Rang Team
  - Senioren-EM Sheffield 2011: 3. Rang Einzel
  - Senioren-EM Legnano 2012: 3. Rang Einzel, 1. Rang Team
  - Senioren-EM Zagreb 2013: 1. Rang Team
  - Senioren-EM Strassburg 2014: 3. Rang Einzel, 1. Rang Team
  - Senioren-EM Montreux 2015: 2. Rang Einzel, 3. Rang Team

- Weltcupturniere
  - WC Junioren Luxemburg 2006: 1. Rang Einzel
  - WC Junioren Laupheim 2006: 1. Rang Einzel
  - WC Junioren Helsinki 2006: 2. Rang Einzel
  - WC Senioren Buenos Aires 2009: 2. Rang Einzel
  - WC Senioren Lissabon 2010: 1. Rang Einzel
  - WC Senioren Caguas 2010: 3. Rang Einzel
  - WC Senioren Bern (Grand Prix de Berne) 2011, 2012 und 2013: 1. Rang Einzel
  - WC Senioren Heidenheim an der Brenz 2012: 1. Rang Team
  - WC Senioren Legnano 2013: 1. Rang Einzel, 1. Rang Team
  - WC Senioren Buenos Aires 2013: 5. Rang Einzel, 1. Rang Team
  - WC Senioren Tallinn 2013 und 2014: 1. Rang Einzel
  - WC Senioren Vancouver 2015: 1. Rang Team; 2017: 1. Rang Einzel
  - WC Senioren Budapest 2018: 1. Rang Einzel

- Schweizer Meisterschaften
  - SM Junioren 2007: 1. Rang Einzel
  - SM Herren 2008: 1. Rang Team
  - SM Herren 2011: 1. Rang Einzel, 1. Rang Team
  - SM Herren 2013: 1. Rang Einzel, 2. Rang Team
  - SM Herren 2014: 1. Rang Einzel, 1. Rang Team
  - SM Herren 2015: 1. Rang Team